# Брожець (Опольське воєводство)
Брожець (пол. Brożec, нім. Broschütz) — село в Польщі, у гміні Вальце Крапковицького повіту Опольського воєводства.
Населення — 850 осіб (2011).

## Демографія
Демографічна структура станом на 31 березня 2011 року:
|          | Загалом | Допрацездатний вік | Працездатний вік | Постпрацездатний вік |
| -------- | ------- | ------------------ | ---------------- | -------------------- |
| Чоловіки | 406     | 68                 | 286              | 52                   |
| Жінки    | 444     | 72                 | 269              | 103                  |
| Разом    | 850     | 140                | 555              | 155                  |